# Tour Martello de Carleton
La tour Martello de Carleton, officiellement le Lieu historique national du Canada de la Tour-Martello-de-Carleton, est un lieu historique national situé à Saint-Jean, au Nouveau-Brunswick (Canada).